# 連佳胤
連佳胤（？—？），又稱连佳樗，字克昌，直隸南宮縣人，清朝政治人物、進士出身。

## 生平
順治十八年（1661年），登辛丑科進士，授內閣中書，有《损斋诗草》。